# Червеноух плодов гълъб
Червеноухият плодов гълъб (Ptilinopus fischeri) е вид птица от семейство Гълъбови (Columbidae).

## Разпространение и местообитание
Видът е ендемичен е за остров Сулавеси, Индонезия. Естествените му местообитания са субтропичните и тропически влажни планински гори. Среща се на надморска височина от 1000 до 3000 метра.